# آدیسون ریچاردز
آدیسون ریچاردز (انگلیسی: Addison Richards؛ ‏ ۲۰ اکتبر ۱۹۰۲ – ۲۲ مارس ۱۹۶۴) بازیگر اهل ایالات متحده آمریکا بود.

## گزیده فیلمشناسی
- مأموران اف‌بی‌آی (۱۹۳۵)
- گروه موسیقی وارد می‌شود (۱۹۳۵)
- طلای ساتر (۱۹۳۶)
- مردگان متحرک (فیلم ۱۹۳۶) (۱۹۳۶)
- شهرک پسرها (فیلم) (۱۹۳۸)
- وسترن یونیون (فیلم) (۱۹۴۱)
- دروغ بزرگ (فیلم) (۱۹۴۱)
- تگزاس (۱۹۴۱)
- به شکار ارواح می‌رویم (۱۹۴۲)
- غرور یانکی‌ها (۱۹۴۲)
- نیروی هوایی (فیلم) (۱۹۴۳)
- مردی به نام جو (۱۹۴۳)
- دادگاه جنایی (۱۹۴۶)
- شجاعت لسی (۱۹۴۶)
- ده فرمان (فیلم ۱۹۵۶) (۱۹۵۶)
- میراث باد (فیلم ۱۹۶۰) (۱۹۶۰)
- آنتونی ادورس
- غیرقانونی